# Trimetilolpropano
El trimetilolpropano (TMP) es un compuesto orgánico con la fórmula CH3CH2C(CH2OH)3. Este sólido entre incoloro y blanco, con un ligero olor, es un triol. Con tres grupos funcionales hidroxi, el TMP es un componente básico muy utilizado en la industria de polímeros.

## Producción
El TMP se produce mediante un proceso de dos pasos, que comienza con la condensación del butanal con el formaldehído:
CH3CH2CH2CHO  +  2 CH2O   →   CH3CH2C(CH2OH)2CHO
El segundo paso implica una reacción de Cannizaro:
CH3CH2C(CH2OH)2CHO  + CH2O  + NaOH  →   CH3CH2C(CH2OH)3 +  NaO2CH
De esta forma se producen aproximadamente 200.000.000 kg al año.

## Aplicaciones
El TMP se consume principalmente como precursor de resinas alquídicas. Por otra parte, los TMP acrilados y alcoxilados se utilizan como monómeros multifuncionales para producir diversos revestimientos. Los TMP etoxilados y propoxilados, derivados de la condensación del TMP y los epóxidos, se utilizan para la producción de poliuretanos flexibles. Los derivados de éter alílico del TMP, con la fórmula  CH3CH2C(CH2OCH2CH=CH2)3-x(CH2OH)x son precursores de revestimientos de alto brillo y resinas de intercambio iónico. El oxetano "TMPO" es un iniciador de polimerización fotoinductible. También puede reaccionar con epiclorhidrina para producir el éter triglicidílico.